# Hov Station
|  | Ikke at forveksle med Hov Station på Valdresbanen i Norge. |
Hov Station er en nedlagt dansk jernbanestation i havnebyen Hov i Østjylland. Hov var fra 1884 til 1977 endestation på Odderbanen (Hads-Ning Herreders Jernbane) fra Aarhus til Hov.

## Historie
Odderkredsens folketingsmedlem Geert Winther stillede i 1880 forslag om en jernbane fra Aarhus til Odder og videre til Ørting, hvorfra den kunne forlænges til Gyllingnæs eller Hov, hvis der fra et af de steder blev etableret en færgerute til Sjælland. Hofjægermesteren på Rathlousdal, Emil von Holstein-Rathlou, begyndte i vinteren 1881 at bygge havn i Hov og ville tegne mange aktier i banen, hvis den kom til Hov. Så Geert Winthers forslag blev ændret til en linjeføring Aarhus-Odder-Hov, som blev vedtaget den 9. maj 1882. Banen åbnede dermed den 19. juni 1884 med Hov Station som endestation. 
Togene skulle starte fra Hov om morgenen, hvilket krævede en temmelig stor stationsbygning med værelser, hvor lokomotiv-, tog- og postpersonale kunne overnatte. Efter stationsbygningen førte hovedsporet forbi en svinefold, der tidligt blev nedrevet, til en drejeskive, og der var et sidespor med en kran, der kunne løfte 5,5 t. Fra omløbssporet var der mod nord stikspor til en ensporet remise og mod syd gik havnesporet ud på molen.
Efter nedlægningen af Odder-Hov-banen i 1977 er stationsbygningen benyttet til erhvervsformål, i de første år som filial af Odder Bank. Bygningen er bevaret på Søndergade 20.